# Mairimashita! Iruma-kun
Mairimashita! Iruma-kun (japanisch 魔入りました! 入間くん) ist eine Manga-Serie von Osamu Nishi, die seit 2017 in Japan erscheint. Von 2019 bis 2023 erschien eine bisher drei Staffeln umfassende Anime-Adaption von Studio Bandai Namco Pictures. Die vierte Staffel ist für 2025 angekündigt.

## Inhalt
Iruma Suzuki ist ein 14-jähriger Junge, der von seinen Eltern an einen Dämon verkauft wird. Der Dämon ist bekannt als Sullivan, bringt Iruma in die Dämonenwelt und adoptiert ihn offiziell als seinen Enkel. Er schreibt Iruma in die Babyls School für Dämonen ein, wo er der Schulleiter ist und wo Iruma sich schnell mit den Dämonen Alice Asmodeus und Clara Valac anfreundet. Sullivan fordert Iruma jedoch auf, niemals zu offenbaren, dass er ein Mensch ist, da er gegessen wird, wenn jemand es herausfindet. Iruma schwört, sich während seiner Zeit in der Dämonenwelt einzufügen.

## Manga
Die Mangaserie wird seit März 2017 im Magazin Shūkan Shōnen Champion veröffentlicht. Die Kapitel wurden von Akita Shoten in bisher 44 Sammelbänden veröffentlicht (Stand August 2025).

## Animeserie
Am 7. Februar 2019 wurde die Animeadaption zusammen mit Beastars in der 10. Ausgabe der Shūkan Shōnen Champion angekündigt. Eine Adaption als Anime entstand beim Studio Bandai Namco Pictures unter der Regie von Makoto Moriwaki. Die 25 Minuten langen Folgen der ersten Staffel wurden vom 5. Oktober 2019 bis 7. März 2020 von NHK Educational TV in Japan ausgestrahlt. Die Plattform Crunchyroll veröffentlicht die Serie international per Streaming, unter anderem mit deutschen und englischen Untertiteln. Die zweite Staffel erschien vom 17. April bis 11. September 2021; Staffel 3 vom 8. Oktober 2022 bis 4. März 2023. 
Im November 2024 wurde eine vierte Staffel angekündigt.
In den Vereinigten Staaten hat sich am 18. Mai 2020 Sentai Filmworks die Rechte für die Heimveröffentlichung gesichert.

### Synchronisation
| Rolle           | japanischer Sprecher (Seiyū) |
| --------------- | ---------------------------- |
| Iruma Suzuki    | Ayumu Murase                 |
| Alice Asmodeus  | Ryohei Kimura                |
| Clara Valac     | Ayaka Asai                   |
| Ameri Azazel    | Saori Hayami                 |
| Kalego Naberius | Daisuke Ono                  |
| Sullivan        | Takaya Kuroda                |

### Musik
Die Musik der Serie komponierten Akimitsu Honma. Das Vorspannlied ist Macigal Babyrinth von Da Pump und der Abspann ist unterlegt mit Debikyu von Yu Serizawa. In der zweiten Staffel ist das Vorspannlied ist No! No! Satisfaction! von Da Pump und der Abspann ist unterlegt mit Kokoro Show Time von Amatsuki. In der dritten Staffel ist das Vorspannlied ist Girigiri Ride It Out von FANTASTICS from EXILE TRIBE und der Abspann ist unterlegt mit Nabebugyo von Wednesday Campanella.